# Robert Osher Schlaifer
Robert Osher Schlaifer (* 13. September 1914 in Vermillion, South Dakota; † 24. Juli 1994) war ein US-amerikanischer Mathematiker, Statistiker, Hochschullehrer und einer der Pioniere des Verfahrens der Bayes-Schätzung.

## Leben
Robert Osher Schlaifer, Sohn von Osher Schlaifer und dessen Ehefrau Mabel Ellerbroek, begann nach dem Schulbesuch zunächst ein grundständiges Studium am Amherst College, das er 1934 mit einem Bachelor of Arts (A.B.) abschloss. Nach einem darauf folgenden postgradualem Studium der Fächer Geschichte, Wirtschaftswissenschaften und Physik unterrichtete er zunächst Antike Geschichte. Nach einem Mathematikstudium erwarb er 1940 einen Doctor of Philosophy (Ph.D.) an der Harvard University. Im Anschluss wurde er 1940 zunächst Dozent sowie 1942 Assistant Professor an der Harvard University. Nachdem er zwischen 1945 und 1946 als Assistant Professor am Pennsylvania State College gelehrt hatte, kehrte er 1946 als Assistant Professor an die Harvard University zurück und wurde dort 1951 Associate Professor. 1957 übernahm er eine Professur für Statistik an der zur Harvard University gehörenden Harvard University Graduate School of Business Administration und lehrte dort bis zu seiner Emeritierung 1985. Als Statistiker gehörte er zu den Pionieren des Verfahrens der Bayes-Schätzung, eine in der mathematischen Statistik verwendeten Schätzfunktion, die zusätzlich zu den beobachteten Daten eventuell vorhandenes Vorwissen über einen zu schätzenden Parameter berücksichtigt.
Schlaifer wurde 1971  Mitglied der American Academy of Arts and Sciences. 1979 verlieh ihm seine Alma Mater, das Amherst College, einen Ehrendoktor im Fach Betriebswirtschaftslehre (Honorary Doctor of Business Administration). Aus seiner am 23. Juni 1940 geschlossenen Ehe mit Geneviève Domergue gingen ein Sohn und eine Tochter hervor.

## Veröffentlichungen
Neben seiner Lehrtätigkeit verfasste Schlaifer verschiedene Sachbücher, die sich mit Fragen der mathematischen Statistik befassten. Zu seinen Werken gehören:
- Analysis of decisions under uncertainty, McGraw-Hill, New York 1959
- Probability and statistics for business decisions. An introduction to managerial economics under uncertainty, McGraw-Hill, New York 1959
- Student’s manual for probability and statistics for business decisions, McGraw-Hill, London 1959
- Teacher’s manual for probability and statistics for business decisions, McGraw-Hill, New York 1959
- Teacher’s solutions manual to accompany Analysis of decisions under uncertainty, McGraw-Hill, London 1969
- Introduction to statistics for business decisions, McGraw-Hill, New York 1961
- Computer programs for elementary decision analysis, Graduate School of Business Administration, Harvard University, Boston 1971